# José Antonio Sosa
José Antonio Sosa Díaz-Saavedra (Las Palmas de Gran Canaria, 8 de mayo de 1957) es un arquitecto, catedrático universitario e investigador, español, dedicado al desarrollo, y la preservación de la arquitectura, miembro de la Real Academia.

## Primeros años y estudios
José Antonio Sosa Díaz-Saavedra creció en una familia con un marcado interés en el arte y su producción, lo cual lo impulsa a estudiar arquitectura, graduándose en la Escuela Técnica Superior de Arquitectura de Madrid en 1981. En 1994, obtiene un doctorado en la Escuela de Arquitectura de la Universidad de Las Palmas de Gran Canaria.

## Docencia
Después de culminar sus estudios de doctorado, obtiene la cátedra de Proyectos Arquitectónicos para el Departamento de Expresión Gráfica y Proyectos Arquitectónicos de la EALPGC, Escuela Técnica Superior de Arquitectura de Las Palmas de Gran Canaria, donde ha estado desde 1983.
En el año 2000 fue “ Visiting Scholar”  e impartió clases  en el Departamento de Arquitectura, perteneciente al Graduate School of Design, Universidad de Harvard, además, ha participado como jurado en diversas universidades entre la que está la Escuela Politécnica Federal de Zúrich, ETH (Studio Basel).
En 2015 ingresa en el Instituto Universitario de Sistemas Inteligentes y Aplicaciones Numéricas en Ingeniería de la ULPGC, Universidad de Las Palmas de Gran Canaria.

## Principales aportes a la arquitectura
José Antonio Sosa ha sido el principal defensor del desarrollo arquitectónico moderno que se dio a principios del siglo XX, en islas Canarias y España, reivindicando su uso, y valor como parte integral del patrimonio histórico, urbanístico y cultural, por lo cual fue nombrado miembro académico numerario de la Real Academia Española
En 1996 el profesor Sosa une su estudio al de Magüi González creando el Grupo Nred Arquitectos en donde se destacan varios proyectos como: la Ciudad de la Justicia y la rehabilitación de las Casas Consistoriales de Las Palmas de Gran Canaria.
Desde 2011 funda un nuevo estudio de arquitectura y urbanismo junto a Evelyn Alonso Rohner.
En 2015 José Antonio Sosa es director de la línea editorial de Arquiatesis para la edición y publicación de tesis y trabajos de investigación en arquitectura.

### Exhibiciones individuales y colectivas
Sosa ha participado las siguientes exposiciones:
- 1997 “Hard & Soft” Eight Floor Gallery, Comisariada por Ana María Torres (Nueva York), Estados Unidos.
- 2003 “Uno es Siempre Dos”, Asociación Profesional de Arquitectos (Tenerife), España.
- 2003 “Espacios de Intimidad” Sala los Aljibes (Lanzarote, 2003), España.
- 2004 “Bienal de DakÁrt” (Dakar), Senegal.
- 2005 “Bienal de Arquitectura de Sao Paulo”,(San Paulo), Brasil.
- 2005 “Arquitectura para la Justicia” COAC, (Madrid), España.
- 2007 “Exhibición individual”: Nred Arquitectos, Gabinete Literario (Las Palmas de Gran Canaria), España
- 2007 “Regeneration Strategy”, Biblioteca Nacional (Pekín), China.
- 2007 “Refabricating City “Shenzhen & Hong Kong, Bienal de Urbanismo y Arquitectura (Hong Kong), China.
- 2007 “Calle Xisi Bei”. (Beijing), China.[16]
- 2008 “Galería AEDES”, (Berlín), Alemania.[17][18]
- 2008 ”Sustainable Building” (Melbourne), Australia.
- 2007-2009 “Bienal de Arte Arquitectura y Paisaje de Canarias”,(Las Palmas de Gran Canaria), España.
- 2009 “Object Art” Galería Manuel Ojeda (Las Palmas de Gran Canaria), España.
- 2010-2011 “Una Ciudad Llamada España” (Atenas-Moscú), Grecia-Rusia.
- 2015-2016 “Exposición en el MAXXI” (Museo Nazionale delle Arti del XXI Secolo in Roma), Italia.[19]
- 2017 “En proceso”. Exposición de maquetas de Alonso- Sosa en la Galería Saro León, (Las Palmas de Gran Canaria), España.[20]

### Reconocimientos

#### Miembro de la Real Academia
En 2014 José Antonio Sosa Díaz-Saavedra ingresó en la RACBA, Real Academia Canaria de Bellas Artes de San Miguel Arcángel, como Miembro Académico Numerario.

#### Premios
El Profesor Sosa ha obtenido los siguientes:
- 1997 Primer premio, Ideas para la Rehabilitación del Gabinete Literario.
- 2002 Primer premio, Rehabilitación, Casas Consistoriales de Las Palmas de Gran Canaria (Ministerio de Fomento).
- 2004 Primer premio, Ciudad de la Justicia de Las Palmas de Gran Canaria
- 2005 Primer premio, Frente-Litoral de Puerto del Rosario.
- 2005 Primer premio, Centro de Arte La Regenta.
- 2006 Primer premio, Plaza Pública y Aparcamiento Subterráneo de Venegas.
- 2008 Primer premio, Rehabilitación, Casas Consistoriales de Las Palmas de Gran Canaria (Melbourne Sustainable Building)
- 2008 Primer Accésit en el Concurso Renovación Arquitectónica de la Antigua Tabakalera en Donostia-San Sebastián.
- 2008 Tercer premio, Matadero Madrid.
- 2012 Primer premio, Estación Ferroviaria de la Playa del Inglés
- 2013 Segundo premio, Estación de Metro Sofía, Bulgaria
- 2016 Primer premio, A House in a Garden, Las Palmas de Gran Canaria

## Obras
Entre ellas están:
- 2003 La Casa Alongada, Gran Canaria, España (junto a Miguel Santiago),
- 2003 Edificio administrativo para la Fundación Loyola, España.
- 2004 Casa Escondida, Gran Canaria, España
- 2008 Rehabilitación Casas Consistoriales de Las Palmas. Ayuntamiento de Las Palmas de Gran Canaria, España. (junto a Magüi González)[23]
- 2010 Estación de Tren de Playa, Las Palmas de Gran Canaria, España
- 2010 Centro de Producción Artística, La Regenta, Las Palmas de Gran Canaria, España
- 2010 Pabellón Negro, Las Palmas de Gran Canaria, España
- 2011 Station-20, Sofía, Bulgaria
- 2011 La Casa Z, Gran Canaria, España[24][25]
- 2012 Biblioteca Central de Helsinki, Finlandia (junto a Evelin Alonso Rohner)
- 2012 Ciudad de la Justicia de Las Palmas de Gran Canaria, España (junto a Magüi González y Miguel Santiago)[26]
- 2014 Philologicum de Múnich, Alemania (junto a Evelin Alonso Rohner)
- 2014 The Loft Apartment, rehabilitación Casa  Emblemática. Las Palmas de Gran Canaria, España (junto a Evelyn Alonso Rohner)[27]
- 2014 Rehabilitación  integral Buganvilla Apartments. Gran Canaria, España. (junto a Evelyn Alonso Rohner)[28]
- 2015-16 Rehabilitación de Edificio  Industrial, Concesionario del Grupo Volkswagen  “Majuelos”  La Laguna, Tenerife, España. (junto a Evelyn Alonso Rohner)[29]
- 2016-17 Rehabilitación de Edificio Industrial y Comercial  “La Loza”. Las Palmas de Gran Canaria, España. (junto a Evelyn Alonso Rohner)[30]

## Publicaciones

### Libros
Sosa ha publicado los siguientes textos:
- En Proceso, José Antonio Sosa, Evelyn Alonso, David Alemán, Vidania Báez, Álvaro del Amo, Carlos Marrero, 2017 ISBN 978-84-697-5304-0
- Confluences, José Antonio Sosa, Magūi González, Miguel Santiago, Evelyn Alonso, Autor: Ana María Torres, 2015 ISBN 9788836630189
- Abstract Nature, José Antonio Sosa, Magūi González, Galería Aedes, Berlín, 2008 ISBN 978-3-937093-98-7
- Paisajes de Encuentro, José Antonio Sosa, 2007 ISBN 978-84-7947-432-4
- Redes, José Antonio Sosa, 2007 ISBN 978-84-611-6387-8
- Corralejo, José Antonio Sosa, 2007 ISBN 978-84-614-2065-0
- NRED Arquitectos, Compilación, José Antonio Sosa,  María L. González, Graham Thomson, Clara Jiménez, Gabinete Literario de Las Palmas de Gran Canaria, 2006 ISBN 978-84-611-3851-7
- Cultivo, José Antonio Sosa, Eva Alfonso, Héctor Sánchez, 2005 ISBN 978-84-7931-043-1
- Hibridaciones, José Antonio Sosa, Eva Alfonso, Héctor Sánchez, 2005 ISBN 978-84-7931-042-4
- Aprendiendo del Territorio, José Antonio Sosa, Pedro Nicolás Romera, 2004 ISBN 978-84-609-0777-0
- Arquitectura Moderna y Turismo: 1925-1965: Actas IV Congreso Fundación DOCOMOMO Ibérico, José Antonio Sosa Díaz-Saavedra, Carmen Jordá Such, Nuno Portas, Fundación DOCOMOMO Ibérico de Valencia, 2003 ISBN 84-609-2997-3
- La Casa del Marino, Las Palmas de Gran Canaria, 1958-1964: José Antonio Sosa, Miguel Martín-Fernández, Colegio de Arquitectos de Almería, 2002. ISBN 84-921038-8-4
- Contextualismo y Abstracción. Interrelaciones entre suelo, paisaje y arquitectura,1994 ISBN 84-606-2613-X

### Artículos
Dentro de ellos están:

- Superposición de subjetividades: la ciudad y lo virtual, José Antonio Sosa Díaz-Saavedra, Evelyn Alonso Rohner, en Rita_07. Madrid: Redfundamentos. ISSN2340-9711,2017,págs. 102-109
- Introspecciones Elocuentes, José Antonio Sosa Díaz-Saavedra, Anales de la Real Academia Canaria de Bellas Artes de San Miguel Arcángel.: RACBA, ISSN 2174-1484, N.º 8, 2015, págs. 165-168
- Naturalezas Abstractas, José Antonio Sosa Díaz-Saavedra, Anales de la Real Academia Canaria de Bellas Artes de San Miguel Arcángel.: RACBA, ISSN 2174-1484, N.º 7, 2014, págs. 143-152
- Armazones, José Antonio Sosa Díaz-Saavedra, Transfer, ISSN 1695-1778, N.º 5, 2003, pág. 107
- Condiciones de Contorno, Revista del Colegio Oficial de Arquitectos de Madrid (COAM), ISSN 0004-2706, N.º 345, 2006, págs.
- Espacios sin Sombra, José Antonio Sosa Díaz-Saavedra, Revista del Colegio Oficial de Arquitectos de Madrid (COAM), ISSN 0004-2706, N.º 330, 2003, págs. 48-5
- Una Nube en una Jaula: José Antonio Sosa Díaz-Saavedra y, Paul Nelson, Revista del Colegio Oficial de Arquitectos de Madrid (COAM), ISSN 0004-2706, N.º 328, 2002, págs. 20-27
- Capó y Envolventes, José Antonio Sosa Díaz-Saavedra y Magüi González, Basa, ISSN 0213-0653, N.º 24, 2001, págs. 138-145
- Coello de Portugal en Canarias, José Antonio Sosa Díaz-Saavedra, Basa, ISSN 0213-0653, N.º 22, 2000, págs. 20-41
- Constructores de Ambientes: del mat-building a la lava programática, José Antonio Sosa Díaz-Saavedra Quaderns 220, 1998
- Vacío: deriva y captura, José Antonio Sosa Díaz-Saavedra y Magüi González, Basa, ISSN 0213-0653, N.º 19, 1996, págs. 68-71
- El Cabildo Racionalista de Gran Canaria “Alejandro de la Sota” y el proyecto para su ampliación, José Antonio Sosa Díaz-Saavedra, Magui González, Revista del Colegio Oficial de Arquitectos de Madrid (COAM), ISSN 0004-2706, N.º 300, 1994, págs. 42-48
- El Paisaje como Premisa de Proyecto en el Movimiento Moderno, José Antonio Sosa Díaz-Saavedra, Félix J. Bordes Caballero), Basa, ISSN 0213-0653, N.º 16, 1994, págs. 98-103
- Doce Apartamentos en Playa del Inglés. Playa del Inglés “Gran Canaria”, José Antonio Sosa Díaz-Saavedra y Francisco Campos, Basa, ISSN 0213-0653, N.º 10, 1989, págs. 98-101
- Ideas y Obras, José Antonio Sosa Díaz-Saavedra, Basa, ISSN 0213-0653, N.º 2, 1984 (Ejemplar dedicado a: Homenaje a Eduardo Weterdahl), págs. 33-36